# Qiyue y Ansheng
Qiyue y Ansheng (七月与安生 en chino y Soulmate en inglés) es una película de drama romántica, dirigida por Kwok Cheung Tsang y con protagonistas Dongyu Zhou, Sandra Ma y Toby Lee.

## Argumento
Qiyue (Sandra Ma) y Ansheng (Dongyu Zhou) son amigas inseparables desde su primer encuentro cuando tenían 13 años. Sin embargo, Ansheng es una "chica mala" mientras que Qiyue es obediente. 
Un día, Qiyue descubre por casualidad que su novio Jiaming Su (Toby Lee) mantiene una relación secreta con Ansheng. Después de la partida de Ansheng a Beijing, Qiyue y su novio empiezan a planear su boda después de la graduación. Pero todo cambia con el regreso de Ansheng...

## Reparto

### Personajes principales
- Zhou Dongyu[2] como Ansheng.
- Ma Sichun como Qiyue, le gustan las mujeres también.[6]
- Tobby Lee[2] como Jiaming.

### Personajes secundarios
- Ping Li[2] como Madre de Qiyue.
- Gang Cai[2] como Padre de Qiyue.
- Tingyi Meng[2] como Madre de Ansheng.
- Quanze Sha[2] como Guitarrista de la banda.
- Xinyan Yao[2] como Qiyue (pequeña).
- Haofang Li[2] como Ansheng (pequeña).
- Tingxuan Jiang[2] como Tongtong.

## Éxitos
La película superó CN¥100 millones después de 9 días en taquilla. La recaudación final es de CN¥167 millones.
La película ganó 2 premios y recibió 5 nominaciones en el Festival de Cine de Taipéi.

## Premios y nominaciones
| Año  | Categoría                              | Premio                                     | Trabajo                 | Resultado |
| ---- | -------------------------------------- | ------------------------------------------ | ----------------------- | --------- |
| 2018 | Best Actress                           | 34th Hundred Flowers Award                 | Zhou Dongyu             | Nominada  |
| 2018 | Best Actress                           | 34th Hundred Flowers Award                 | Ma Sichun               | Nominada  |
| 2017 | Best Actress (Revolutionary-Era Drama) | 22nd Huading Award                         | Zhou Dongyu             | Nominada  |
| 2017 | Best Actress                           | 31st Golden Rooster Award                  | Zhou Dongyu             | Nominada  |
| 2017 | Best Actress                           | 36th Hong Kong Film Award                  | Zhou Dongyu             | Nominada  |
| 2017 | Best Actress                           | 2nd Golden Screen Award                    | Zhou Dongyu             | Ganó      |
| 2017 | Best Actress                           | 2nd Golden Screen Award                    | Ma Sichun               | Ganó      |
| 2017 | Best Actress                           | 17th Chinese Film Media Award              | Zhou Dongyu             | Ganó      |
| 2017 | Best Actress                           | 17th Chinese Film Media Award              | Ma Sichun               | Nominada  |
| 2017 | Best Actress                           | 2nd Brics Film Festival                    | Zhou Dongyu             | Ganó      |
| 2017 | Best Actress                           | 8th China Film Director's Guild Award      | Zhou Dongyu             | Nominada  |
| 2017 | Best Actress                           | 8th China Film Director's Guild Award      | Ma Sichun               | Nominada  |
| 2017 | Best Actress                           | 24th Beijing College Student Film Festival | Zhou Dongyu             | Nominada  |
| 2017 | Best Actress                           | 24th Beijing College Student Film Festival | Ma Sichun               | Nominada  |
| 2017 | Best Actress                           | 36th Hong Kong Film Award                  | Ma Sichun               | Nominada  |
| 2017 | Best Actress                           | 1st Malaysia International Film Festival   | Zhou Dongyu             | Nominada  |
| 2017 | Best Actress                           | 23rd Hong Kong Film Critics Society Award  | Zhou Dongyu             | Ganó      |
| 2016 | Best Actress                           | 53rd Golden Horse Award                    | Zhou Dongyu y Ma Sichun | Ganaron   |